# Germanicusbogen

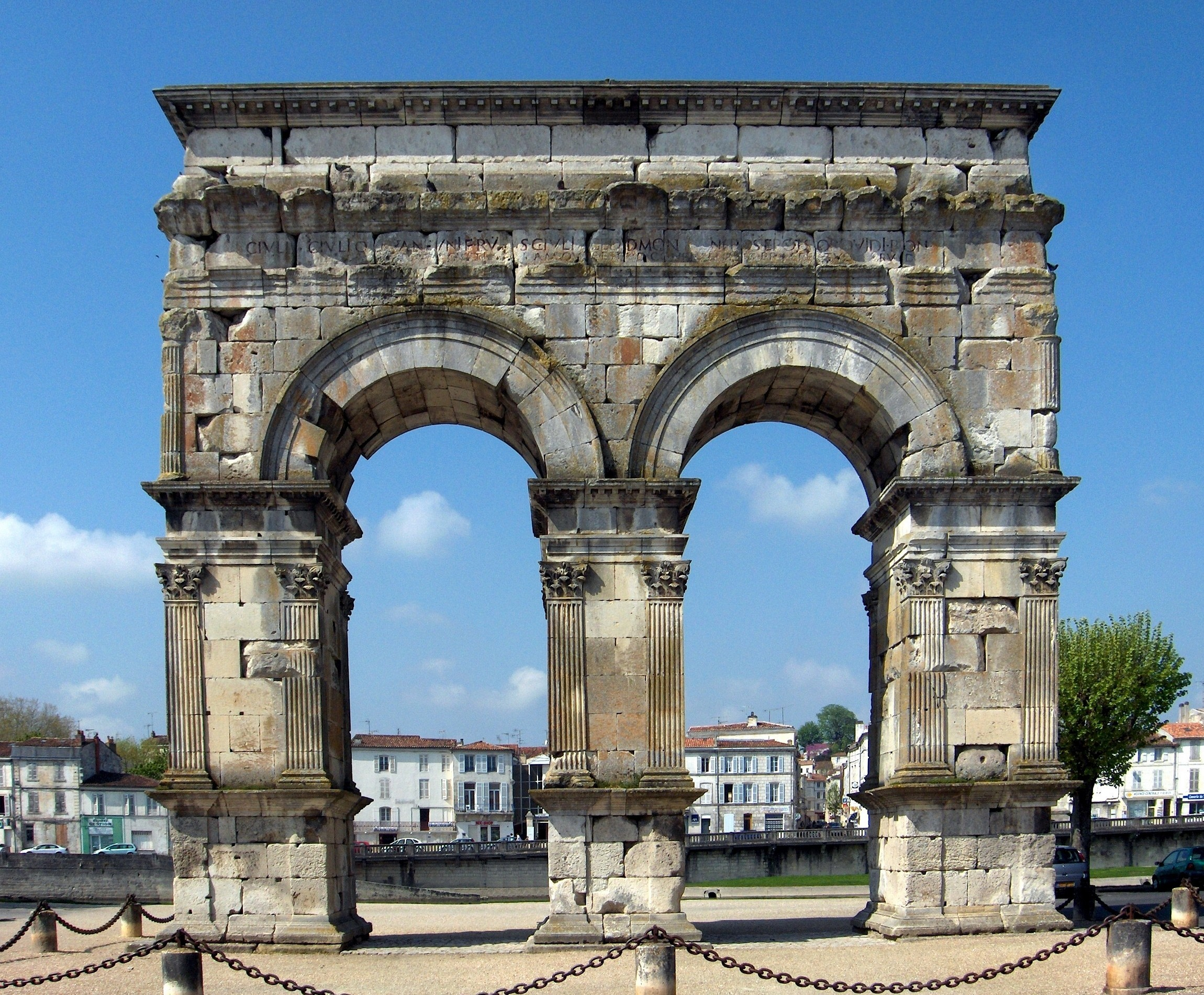
Der Germanicusbogen am Ufer der Charente in Saintes

Der Germanicusbogen ist ein römischer Ehrenbogen in der französischen Stadt Saintes. Er wurde im Jahr 18 oder 19 für Kaiser Tiberius und dessen (Adoptiv-)söhne Drusus und Germanicus errichtet. Gestiftet wurde der Bogen von einem reichen Bürger des antiken Mediolanum Santonum, Gaius Iulius Rufus.
Der Doppelbogen wurde ursprünglich auf der römischen Brücke über die Charente, also am Endpunkt der Straße von Lyon (Lugdunum) errichtet. Wegen des Abrisses der Brücke wurde das Bauwerk 1843 auf Anregung von Prosper Mérimée, dem damaligen obersten Beauftragten für Denkmalschutz, abgebaut und, um 15 Meter versetzt, rekonstruiert. 1851 wurde der Bogen restauriert.

## Widmung und Datierung
Die Widmung der Attika ist in dem Kaiser Tiberius und dessen Adoptivsohn Drusus benennenden Teil stark beschädigt. Die besser erhaltene Inschrift für Tiberius’ anderen Neffen und Adoptivsohn Germanicus erlaubt die Datierung des Bogens auf die Jahre 18 oder 19; sie gab dem Monument seinen allgemein gebräuchlichen Namen.
GERMANICO [CAESA]R[I] TI(berii) AUG(usti) F(ilio)
DIVI AUG(usti) NEP(oti) DIVI IULI PRONEP(oti)
[AUGU]RI FLAM(ini) AUGUST(ali) CO(n)S(uli) II IMP(eratori) II
Für Germanicus Caesar, Sohn des Tiberius Augustus,
Enkel des göttlichen Augustus, Urenkel des göttlichen Julius,
Augur, Flamen Augustalis, zum zweiten Mal Konsul und Imperator.

## Stifter
Unterhalb der Widmung gibt eine Inschriftentafel die Namen des Stifters C. Iulius Rufus und seiner Vorfahren. Sie werden auf jeder Seite des Bogens wiederholt.
C(aius) IVLIUS C(ai) IVLI CATVANEVNI F(ilius) RVFVS C(ai) Iul(i) AGEDOMOPATIS NEPOS EPOTSOROVIDI PRONEP(os) VOLT(inia) /
SACERDOS ROMAE ET AVGVSTI AD ARAM QVAE EST AD CONFLVENTEM PRAEFECTVS FABRVM D(e) S(ua) P(ecunia) F(ecit)
Gaius Iulius Rufus, Sohn des Gaius Iulius Catuaneun(i)us, Enkel des Gaius Iulius Agedomopas, Urenkel des Epotsovirid(i)us,
Priester der Roma und des Augustus am Altar, der beim Zusammenfluss ist (der Rhone und der Saone, also in Lyon), Praefectus fabrum, hat (diesen Bogen) gestiftet.
Die Betonung dieser Abstammung bezeugt das aristokratische Bewusstsein des Rufus und die Verankerung seiner Familie an der Spitze der civitas Santonum. Julius Agedomopas war der erste Familienangehörige, der das römische Bürgerrecht empfangen hatte, offenkundig dank Gaius Iulius Caesar, vielleicht während oder kurz nach den gallischen Kriegen. Rufus war der erste seiner Linie, der einen vollständig römischen Namen annahm, ohne einen Beinamen keltischer Herkunft beizubehalten – ein Hinweis auf die fortschreitende und selbstgewählte Romanisierung der gallischen Notabeln. Rufus ist als Priester der Roma und des Augustus auch von einer Inschrift am antiken Amphitheater in Lyon bekannt.